# Guitar Hero (série de jeux vidéo)
Pour les articles homonymes, voir Guitar hero (homonymie).

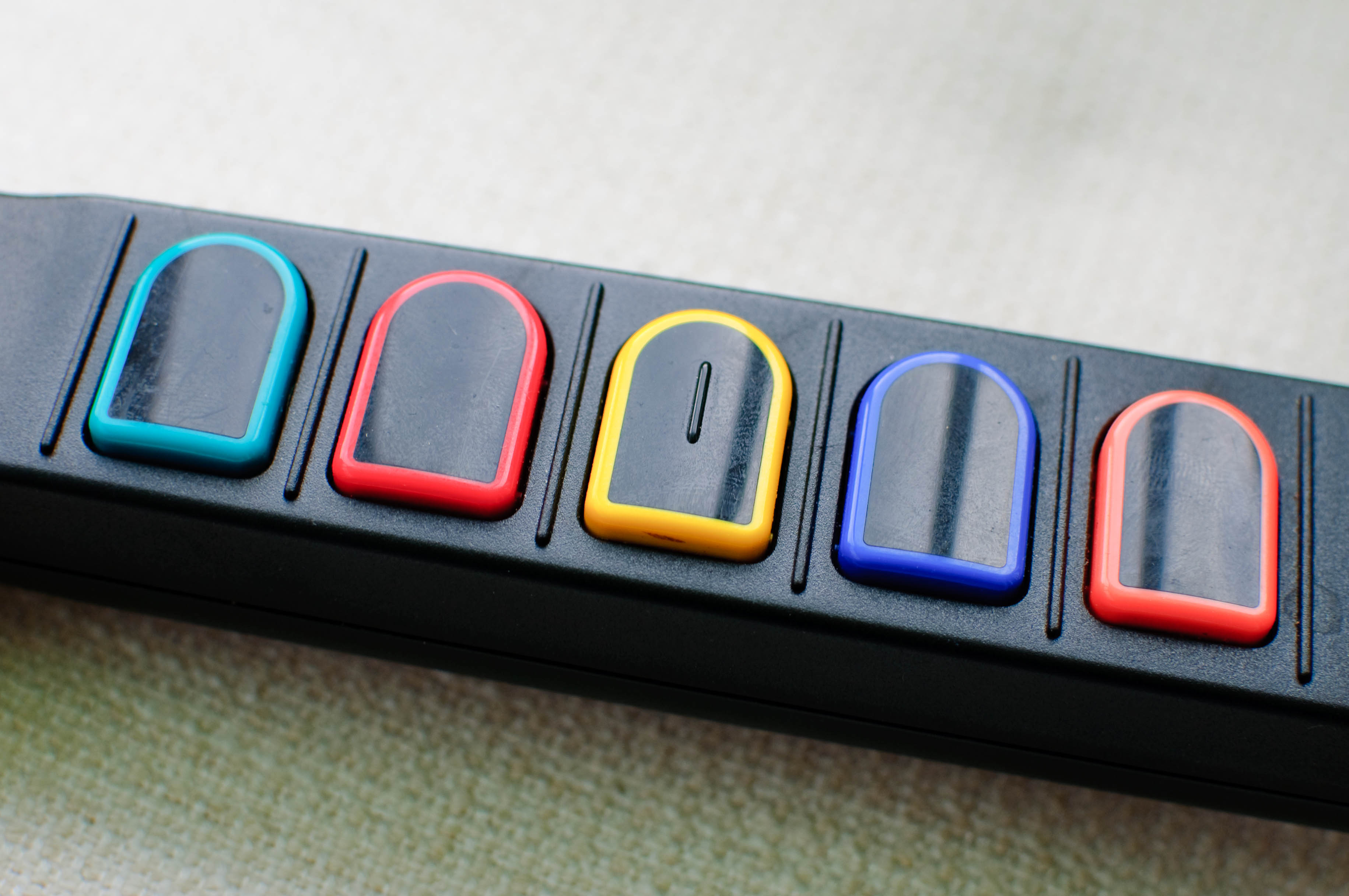
Touches de guitare qui servent à jouer à Guitar Hero

Guitar Hero est une série de jeux vidéo de rythme, initialement développé par Harmonix Music Systems, et appartenant et édité par Activision (devenu depuis 2008 Activision Blizzard). Elle a débuté en 2005 avec Guitar Hero.
Activision annonce le 10 février 2011 la fin du développement de la série, annonçant des recettes insuffisantes. La série redémarre finalement avec l'annonce d'Activision le 14 avril 2015 de la sortie de Guitar Hero Live sur PlayStation 4, Xbox One, PlayStation 3, Xbox 360 et Wii U, sorti en octobre 2015.

## La série

### Principaux
- Guitar Hero (2005), PlayStation 2.
- Guitar Hero 2 (2006), PlayStation 2 et Xbox 360.
- Guitar Hero III: Legends of Rock (2007), PlayStation 2, PlayStation 3, Xbox 360, Wii, PC, Mac et Arcade.
- Guitar Hero: World Tour (2008), PC, PlayStation 2, PlayStation 3, Xbox 360 et Wii.
- Guitar Hero: Smash Hits  (2009), Xbox 360, Wii, PlayStation 3 et PlayStation 2
- Guitar Hero 5 (2009), PlayStation 2, PlayStation 3, Xbox 360 et Wii.
- Band Hero (2009) PlayStation 3, PlayStation 2, Xbox 360, Wii, Nintendo DS : reprend le moteur graphique de Guitar Hero 5 mais avec des chansons plus pop rock.
- Guitar Hero: Warriors of Rock sorti le 25 septembre 2010,  PlayStation 3, Xbox 360 et Wii.
- Guitar Hero Live (2015), PlayStation 4, Xbox One, WiiU, PlayStation 3, Xbox 360

### Consoles portables
- Guitar Hero: On Tour (2008), DS.
- Guitar Hero: On Tour Decades (2008), DS.
- Guitar Hero: On Tour Modern Hits (2009), DS

### Hors-série
- Guitar Hero: Rocks the 80s (2007), PlayStation 2.
- Guitar Hero: Aerosmith (2008), PlayStation 2, PlayStation 3, Xbox 360, Wii et PC.
- Guitar Hero: Metallica (2009), PlayStation 3, Xbox 360, PlayStation 2 et Wii.
- Guitar Hero: Van Halen (2009), PlayStation 2, Wii, PlayStation 3 et Xbox 360

### Téléphone mobile
- Guitar Hero 3: Backstage (2008)
- Guitar Hero 3: Backstage Tour (2009)
- Guitar Hero World Tour (2009)
- Guitar Hero (iPhone) (2010)
- Guitar Hero Live (2015)

## Évolution du concept

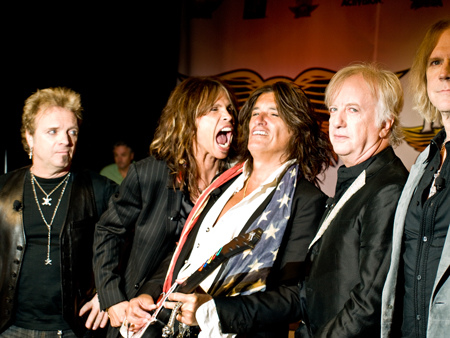
Aerosmith présentant son module d'extension "guitar hero".

À l'origine sur Guitar Hero les chansons ne sont débloquées en mode partie libre qu'après avoir réussi la chanson en mode carrière. Certaines chansons bonus sont déblocables grâce à de l'argent virtuel, qui permet aussi d'avoir de nouveaux personnages jouables, etc.
De plus Guitar Hero est une série se jouant uniquement avec une fausse guitare en plastique mais après la sortie de Rock Band la série imita la licence concurrente pour permettre aussi d'utiliser une fausse batterie et un micro. De plus toutes les chansons sont jouables dès le début du jeu, ce qui enlève un intérêt a la carrière.
Avec Guitar Hero: On Tour, la série fit sa première apparition sur console portable en fournissant avec le jeu le Guitar Grip, permettant ainsi pour la première fois au joueur de jouer sans "instrument" à proprement parler.
La licence compte également des jeux dédiés à un groupe en particulier (Aerosmith, Metallica et Van Halen) qui comportent moins de chansons (Aerosmith possède 41 chansons, Metallica 49) que les opus principaux (GH3 en compte 70, GH:WT en compte 86, GH5 85, et GH:WoR 92).

### Guitar Hero Live
Bien que le jeu reprend le concept original de la série, celle d'une forme simplifiée de partition défilant à l’écran et d'un contrôleur en forme de guitare sur lequel il est nécessaire d'appuyer sur les touches dans le bon rythme. Ce nouvel opus apporte son lot de nouveautés. Tout d'abord, l'action sera représentée en vue subjective dans la peau d'un guitariste en plein concert. De plus les traditionnelles notes de couleurs cèdent la place à six notes noires et blanches, réparties en deux rangées. 
La réalisation de ce nouveau Guitar Hero sera dirigée par Dan Green, du studio FreeStylesGames. Ce dernier étant déjà responsable de la franchise DJ Hero.